# رابطة الكتاب الأحرار
رابطة الكتاب الأحرار هي هيئة أدبية تونسية تأسست في 13 جويلية 2001، غير أنها لم تحصل على تأشيرة العمل القانوني، ومع ذلك بقيت تصدر البيانات وتعبر عن مواقف مؤسسيها.

## المؤسسون
تشكلت الهيئة التأسيسية لرابطة الكتاب الأحرار من : جلول عزونة، رئيسا، الحبيب الحمدوني، نائبا له، محمد الجابلي، كاتبا عاما، نور الدين الشمنقي، أمين مال، وعضوية: سليم دولة وكمال الزغباني.

## أنشطة
- قامت رابطة الكتاب الأحرار رغم عدم حصولها على التأشيرة بتنظيم عديد المحاضرات بمشاركة عدد من الجامعيين التونسيين من بينهم محمود طرشونة، المؤرخ محمد الأزهر الغربي، الطاهر الهمامي، حسين العوري، محمد القاضي، عميد كلية 9 أفريل حميد بن عزيزة. كما قامت الرابطة بتقديم عدد من الكتب والكتاب والأبحاث. واهتمت خاصة برصد الكتب الممنوعة والتعريف بها عبر الصحافة والإنترنت.

## علاقاتها
استطاعت رابطة الكتاب الأحرار أن تربط علاقات مع بعض الجهات داخل تونس وخارجها، فقد تمكنت من القيام ببعض الأنشطة مع عدد من الأحزاب والمنظمات مثل: التكتل الديمقراطي من أجل العمل والحريات والحزب الديمقراطي التقدمي وحركة التجديد، والرابطة التونسية للدفاع عن حقوق الإنسان والجمعية التونسية للنساء الديمقراطيات.
كما ربطت رابطة الكتاب الأحرار علاقات خارجية مع عدد من المنظمات ومن بينها منظمة (REN) العالمية واتحاد الناشرين العالمي، كما شارك من يمثلها في المرحلة الأولى لقمة المعلومات المنعقدة في جينيف 2004.